# Grand Hotel (Fernsehserie)/Episodenliste
Diese Episodenliste enthält alle Episoden der spanischen Dramaserie Grand Hotel, sortiert nach der spanischen Erstausstrahlung. Zwischen 2011 und 2013 entstanden in drei Staffeln insgesamt 39 Episoden mit einer Länge von jeweils etwa 80 Minuten. Die deutsche Fassung wird in drei oder fünf Staffeln mit 66 Episoden von ca. 45 Minuten Länge angeboten.

## Übersicht
| Staffel | Episodenanzahl | Erstausstrahlung Spanien | Erstausstrahlung Spanien | Deutschsprachige Erstausstrahlung | Deutschsprachige Erstausstrahlung |
| Staffel | Episodenanzahl | Staffelpremiere          | Staffelfinale            | Staffelpremiere                   | Staffelfinale                     |
| ------- | -------------- | ------------------------ | ------------------------ | --------------------------------- | --------------------------------- |
| 1       | 9              | 4. Oktober 2011          | 6. Dezember 2011         | 8. Oktober 2013                   | 5. November 2013                  |
| 2       | 8              | 3. Oktober 2012          | 21. November 2012        | 5. November 2013                  | 4. Februar 2014                   |
| 3       | 22             | 22. Januar 2013          | 25. Juni 2013            | 2. September 2014                 |                                   |

## Staffel 1
Die Erstausstrahlung der ersten Staffel wurde vom 4. Oktober bis zum 6. Dezember 2011 auf Antena 3 gesendet. Die deutschsprachige Erstausstrahlung sendete der Sender Sony Entertainment Television vom 8. Oktober bis zum 5. November 2013 in Doppelfolgen.
| Nr. (ges.) | Nr. (St.) | Deutscher Titel            | Originaltitel              | Erstausstrahlung Spanien | Deutschsprachige Erstausstrahlung (D) |
| ---------- | --------- | -------------------------- | -------------------------- | ------------------------ | ------------------------------------- |
| 1          | 1         | Verlobung wider Willen     | La doncella en el estanque | 4. Okt. 2011             | 8. Okt. 2013                          |
| 2          | 2         | Ein folgenschwerer Sturz   | El anónimo                 | 11. Okt. 2011            | 8. Okt. 2013                          |
| 3          | 3         | Die goldene Messerspitze   | El cuchillo de oro         | 18. Okt. 2011            | 15. Okt. 2013                         |
| 4          | 4         | Dem Erpresser auf der Spur | La casa abandonada         | 25. Okt. 2011            | 15. Okt. 2013                         |
| 5          | 5         | Alicia in Gefahr           | Luna de sangre             | 1. Nov. 2011             | 22. Okt. 2013                         |
| 6          | 6         | Die unangenehme Wahrheit   | La joya desaparecida       | 8. Nov. 2011             | 22. Okt. 2013                         |
| 7          | 7         | Der Schwesternkrieg        | La carta robada            | 22. Nov. 2011            | 29. Okt. 2013                         |
| 8          | 8         | Verzweiflungstat           | La sangre de la doncella   | 29. Nov. 2011            | 29. Okt. 2013                         |
| 9          | 9         | Das Duell                  | La huella                  | 6. Dez. 2011             | 5. Nov. 2013                          |

## Staffel 2
Die Erstausstrahlung der zweiten Staffel fand zwischen dem 3. Oktober und dem 21. November 2012 auf Antena 3 statt. Die deutschsprachige Erstausstrahlung sendet der Sender Sony Entertainment Television seit dem 5. November 2013.
| Nr. (ges.) | Nr. (St.) | Deutscher Titel            | Originaltitel         | Erstausstrahlung Spanien | Deutschsprachige Erstausstrahlung (D) |
| ---------- | --------- | -------------------------- | --------------------- | ------------------------ | ------------------------------------- |
| 10         | 1         | Durst nach Rache           | Luces y sombras       | 3. Okt. 2012             | 5. Nov. 2013                          |
| 11         | 2         | Hoch gepokert              | Un llanto en la noche | 10. Okt. 2012            | 12. Nov. 2013                         |
| 12         | 3         | Das Pendel schwingt zurück | El secreto            | 17. Okt. 2012            | 12. Nov. 2013                         |
| 13         | 4         | Flucht nach vorn           | Retorno al pasado     | 24. Okt. 2012            | 19. Nov. 2013                         |
| 14         | 5         | Bluthochzeit               | Cecilia               | 31. Okt. 2012            | 19. Nov. 2013                         |
| 15         | 6         | In letzter Minute          | El aniversario        | 7. Nov. 2012             | 28. Jan. 2014                         |
| 16         | 7         | Neues Leben                | El bautizo            | 14. Nov. 2012            | 28. Jan. 2014                         |
| 17         | 8         | Morphium                   | El camarógrafo        | 21. Nov. 2012            | 4. Feb. 2014                          |

## Staffel 3
Die Erstausstrahlung der dritten Staffel strahlte Antena 3 vom 22. Januar bis zum 25. Juni 2013 aus. Die deutschsprachige Erstausstrahlung wird ab dem 2. September 2014 auf dem Disney Channel gesendet.
| Nr. (ges.) | Nr. (St.) | Deutscher Titel              | Originaltitel               | Erstausstrahlung Spanien | Deutschsprachige Erstausstrahlung (D) |
| ---------- | --------- | ---------------------------- | --------------------------- | ------------------------ | ------------------------------------- |
| 18         | 1         | Brief eines Toten            | Baile de máscaras           | 22. Jan. 2013            | 2. Sep. 2014                          |
| 19         | 2         | Der gefälschte Totenschein   | Propósito de enmienda       | 29. Jan. 2013            | 9. Sep. 2014                          |
| 20         | 3         | Besuch aus der Vergangenheit | El secuestro                | 5. Feb. 2013             | 16. Sep. 2014                         |
| 21         | 4         | In der Falle                 | Álbum de familia            | 12. Feb. 2013            | 23. Sep. 2014                         |
| 22         | 5         | Diebische Elster             | El juego de las apariencias | 19. Feb. 2013            | 30. Sep. 2014                         |
| 23         | 6         | Schüsse auf Javier           | Lazos de sangre             | 26. Feb. 2013            | 7. Okt. 2014                          |
| 24         | 7         | Eine offene Rechnung         | El círculo del mediodía     | 5. März 2013             | 14. Okt. 2014                         |
| 25         | 8         | Blut ist dicker als Wasser   | La última noche             | 12. März 2013            | 21. Okt. 2014                         |
| 26         | 9         | Bittere Wahrheiten           | El primer día               | 19. März 2013            | 28. Okt. 2014                         |
| 27         | 10        | Eifersucht                   | Valtejar                    | 2. Apr. 2013             | 4. Nov. 2014                          |
| 28         | 11        | Das geheime Zimmer           | La venta                    | 9. Apr. 2013             | 4. Nov. 2014                          |
| 29         | 12        | Der Mann mit der Leiter      | El torreón                  | 16. Apr. 2013            | —                                     |
| 30         | 13        | Rachefeldzug                 | Nobleza obliga              | 23. Apr. 2013            | —                                     |
| 31         | 14        | Gefährliches Spiel           | La subasta                  | 30. Apr. 2013            | —                                     |
| 32         | 15        | Zwischen Leben und Tod       | La variante del dragón      | 7. Mai 2013              | —                                     |
| 33         | 16        | Die Rivalinnen               | El enemigo en casa          | 14. Mai 2013             | —                                     |
| 34         | 17        | Angelas Geheimnis            | El escarmiento              | 21. Mai 2013             | —                                     |
| 35         | 18        | Der Erstgeborene             | La ejecución                | 28. Mai 2013             | —                                     |
| 36         | 19        | Das neunte Messer            | La salud de los difuntos    | 4. Juni 2013             | —                                     |
| 37         | 20        | Überführt                    | Revancha                    | 11. Juni 2013            | —                                     |
| 38         | 21        | Die letzte gute Tat          | El sacrificio               | 18. Juni 2013            | —                                     |
| 39         | 22        | Geburt eines Helden          | Cólera                      | 25. Juni 2013            | —                                     |